# Catecisme testerià
Un catecisme testerià —catecismo testeriano — és un document usat en l'evangelització a Nova Espanya que es caracteritzen per explicar els preceptes de la doctrina catòlica a través d'imatges basades en convencions indígenes prèvies a la Conquesta de Mèxic i incorporant algunes vegades escriptura occidental en espanyol i altres llengües. Aquests documents buscaven ser materials d'ensenyament quan els religiosos desconeixien les llengües de l'actual territori de Mèxic existents en aquesta època. Autors han discutit si la manufactura és tequitqui o hispana. Deuen el seu nom a Jacobo de Testera, religiós que va elaborar catecismes d'aquest tipus.
Els religiosos que van participar en l'evangelització de les noves terres del continent americà van buscar tota mena de recursos pedagògics per a la transmissió de la doctrina. Ja fossin representacions teatrals, música, arquitectura, sermons públics, entre d'altres, que recolzessin l'enteniment dels nous preceptes religiosos. Les imatges i els documents que les contenien van ser sotmesos a la destrucció per ser considerats materials idolàtrics, però hi va haver una tolerància a l'ús dels mateixos quan van ser reinterpretats per al seu ús en un context religiós. En el cas dels catecismes testerians, aquests van ser utilitzats per a la transmissió dels Deu Manaments catòlics, i d'oracions com el parenostre (el cas de Testera) i l'Au María.